# Американская тимелия
Америка́нская тиме́лия, или крапи́вниковая сини́ца (лат. Chamaea fasciata), — насекомоядная птица, выделенная в монотипический род американских тимелий (лат. Chamaea) из семейства суторовых. Иногда род американских тимелий включают в семейство тимелиевых.

## Описание
Длина тела птицы составляет около 15 см. Оперение коричневое, голова спина и крылья более тёмного оттенка, чем горло и брюшко. Клюв конический, несколько вздутый у основания. Хвост длинный, слегка ступенчатый. Тимелия часто поднимает его высоко и этим напоминает крапивника.

## Размножение
Гнездо устраивается в развилке ветвей кустарника, невысоко над землёй. В сезон бывает одна кладка с 3—5 яйцами. Насиживают оба родителя. Птенцы вылупляются через 16 дней. Подросшие птенцы оставляют гнездо в возрасте 2—2,5 месяцев, но ещё около 2 месяцев держатся рядом с родителями на территории гнездового участка.

## Питание
Американская тимелия питается насекомыми, также она охотно поедает семена и ягоды.

## Распространение и места обитания
Американская тимелия обитает в западных и юго-западных районах США. Взрослые птицы строго оседлы и круглый год держатся на своих участках.
Эту скрытную птицу трудно заметить. Она селится в зарослях кустарников.

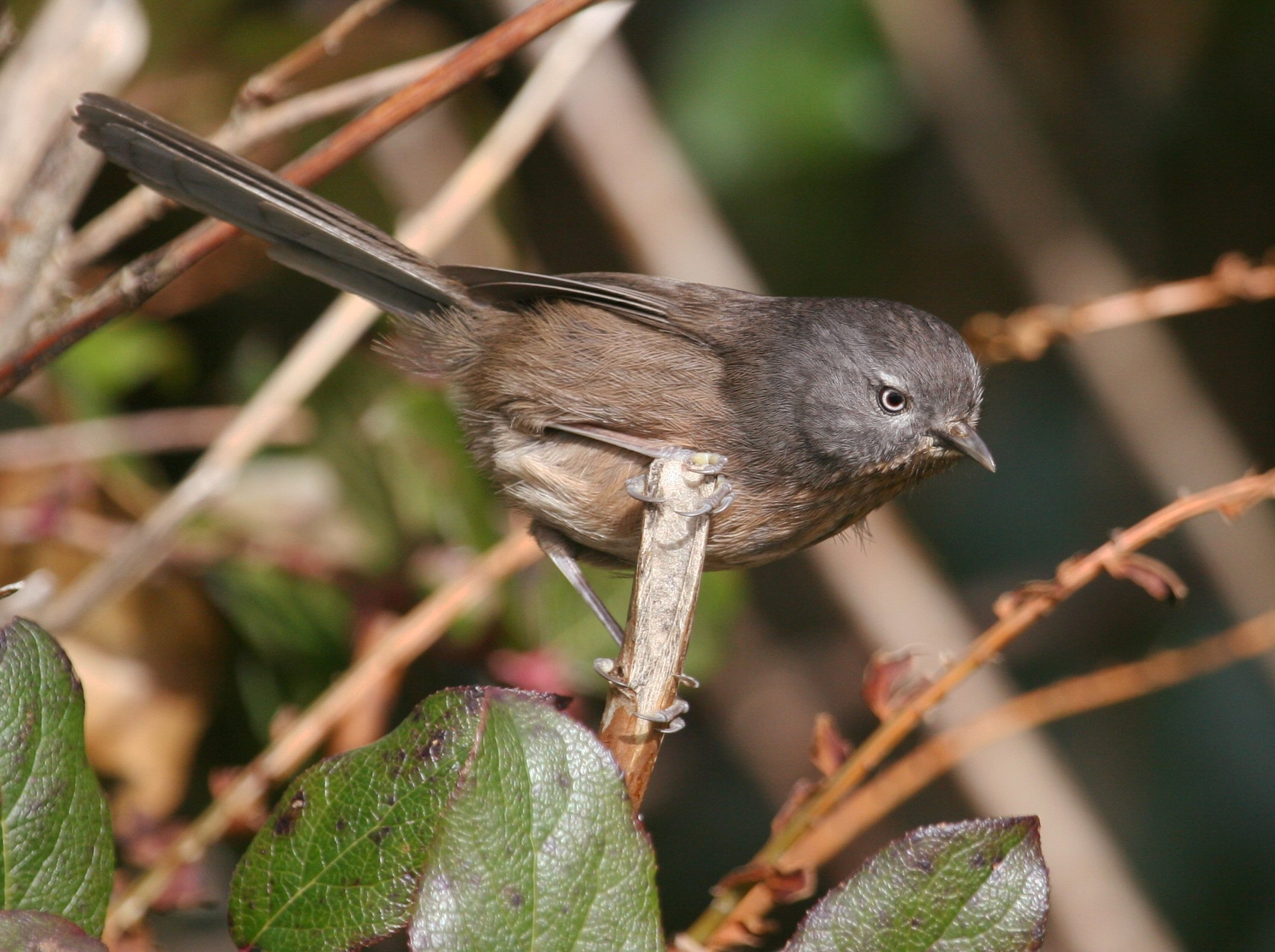

## Классификация
По данным Международного союза орнитологов выделяют пять подвидов:
- Chamaea fasciata fasciata (Gambel, 1845)
- Chamaea fasciata henshawi Ridgway, 1882
- Chamaea fasciata margra Browning, 1992
- Chamaea fasciata phaea Osgood, 1899
- Chamaea fasciata rufula Ridgway, 1903